# Newsweek Champions Cup and the Virginia Slims of Indian Wells 1990
Newsweek Champions Cup and the Virginia Slims of Indian Wells Cup 1990 - тенісні турніри, що проходили на відкритих кортах з твердим покриттям. Це був 17-й турнір Мастерс Індіан-Веллс. Належав до серії ATP Super 9 в рамках Туру ATP 1990 і турнірів 2-ї категорії в рамках Туру WTA 1990.  Тривав з 6 до 20 березня 1990 року.

## Фінальна частина

### Одиночний розряд, чоловіки
Стефан Едберг —  Андре Агассі, 6–4, 5–7, 7–6, 7–6
- Для Едберга це був 1-й титул за рік і 22-й - за кар'єру.

### Одиночний розряд, жінки
Мартіна Навратілова —  Гелена Сукова, 6–2, 5–7, 6–1, 
- Для Навратілової це був 3-й титул за сезон і 149-й — за кар'єру.

### Парний розряд, чоловіки
Борис Бекер /  Гі Форже —  Джим Грабб /  Патрік Макінрой, 4–6, 6–4, 6–3

### Парний розряд, жінки
Яна Новотна /  Гелена Сукова —  Джиджі Фернандес /  Мартіна Навратілова, 6–2, 7–6(8–6)